# گردا ۳
گردا ۳ (به انگلیسی: Gerda III) یک کشتی است. این کشتی در سال ۱۹۲۸ ساخته شد.